# East Donyland
East Donyland är en civil parish i Colchester i Essex i England. Dem har 1 930 invånare (2011). Byn nämndes i Domedagsboken (Domesday Book) år 1086, och kallades då Dunilanda/Dunulunda.
Den största orten i East Donyland är Rowhedge.